# Гайнц Гармель
Гайнц Гармель (нім. Heinz Harmel; нар. 29 червня 1906, Мец — пом. 2 вересня 2000, Крефельд) — німецький воєначальник, СС-бригадефюрер та генерал-майор Ваффен-СС часів Третього Рейху (1944). Один зі 160 кавалерів Лицарського хреста з Дубовим листям та мечами (1944).

## Біографія
Військова кар'єра
- 1 травня 1926 — солдат
- ? — єфрейтор
- ? — фельдфебель
- 1928 — обер-фельдфебель

- 2 жовтня 1935 — СС-обершарфюрер
- 30 січня 1937 — СС-унтерштурмфюрер
- 30 січня 1938 — СС-оберштурмфюрер
- 30 січня 1939 — СС-гауптштурмфюрер
- квітень 1941 — СС-штурмбанфюрер
- 18 червня 1942 — СС-оберштурмбанфюрер
- 20 квітня 1943 — СС-штандартенфюрер
- 18 травня 1944 — СС-оберфюрер
- 9 вересня 1944 — СС-бригадефюрер та генерал-майор Ваффен-СС